# Forézien
 (mars 2019).
Si vous disposez d'ouvrages ou d'articles de référence ou si vous connaissez des sites web de qualité traitant du thème abordé ici, merci de compléter l'article en donnant les références utiles à sa vérifiabilité et en les liant à la section « Notes et références ».
Pour un article plus général, voir Francoprovençal.
Le Forézien, ou Langue Forézienne, désigne l'arpitan (ou francoprovençal) parlé dans la région Forez sauf au sud, vers Saint-Bonnet-le-Chateau, où on parle traditionnellement le vivaro-alpin, et vers Noiretable, où on parle l'auvergnat. Le forézien est également parlé dans une petite partie de l'est de l'Auvergne.
Le Forézien ne peut cependant pas être considéré comme un dialecte puisque comme l'ensemble des parlers arpitans, il est très fragmenté. Il est donc impossible de découper le forézien en zones dialectales. De plus notons que le forézien est très différent des autres dialectes du domaine francoprovençal, le forézien est l'arpitan se situant le plus a l'ouest du domaine, il a donc été influencé par l'auvergnat (occitan), et il possède de nombreuses différences vis-à-vis des autres parlers francoprovençaux.
On peut distinguer cependant quatre grandes zones de locution du forézien :  
- Les monts du Forez, le forézien à proprement parler, où il s'est le mieux conservé, se trouvent les derniers locuteurs qui l'utilisent encore, dû à l'isolement et donc au moindre brassage de population.
- La Plaine, avec une langue "dégradée" et francisée (population moins stable, beaucoup de fermiers, apport de la montagne...), qui s'est perdue dû à l'industrie et au brassage des populations.
- les monts du Lyonnais, qui ont une langue influencé par le lyonnais.
- Le Roannais ouvert vers le nord, qui est influencé par la langue d'oïl (bourguignon-morvandiau et français)[3].

## Particularités
La Première Guerre mondiale marque l'un des grands reculs de cet idiome. Il est aujourd'hui quasiment éteint et s'exprime sous la forme d'un accent (notable sur les terminaisons en -on et -an) et d'un ensemble d'expressions régionales. dont beaucoup sont assimilées au gaga ou parler gaga, termes désignant l'arpitan de Saint-Étienne.
L'arrivée des médias et les brassages de population (travail dans les villes de la vallée du Rhône) de plus en plus importants ne cessent d'amoindrir ce particularisme.
Quelques expressions encore utilisées de nos jours venant de l'arpitan du Forez : 
- Mâtru : petit, enfant.
- Baronter : tonner.
- Drève : balais fait de fagots.
- Goupi (goupil) : renard.
- Vâutru : gros, enveloppé.
- Débarouler :  tomber en roulant ou dévaler à toute vitesse[4].
- Babet : pomme de pin, de conifère (cône).
- Baraban : pissenlit.
- Bichette ! Beauseigne ! : expression utilisée pour marquer la compassion, la pitié, parfois la commisération, équivalent de peuchère[5].

## Littérature/Ouvrages
- La première œuvre publiée en forézien (parler de Saint-Étienne) est Le Ballet de Marcellin Allard (1605).
- Le dictionnaire "Francoprovençal/Français" (disponible sur le site de "L'institut de la Langue savoyarde"), est un ouvrage comprenant un dictionnaire bilatérale, Francoprovençal-Francais, cet ouvrage traite aussi de l'ORB (Orthographe de Référence B).
-  La bande dessinée "Tintin en arpitan". L'association culturelle "Aliance Culturèla Arpitana" est à l'initiative de la publication par les éditions Casterman d'un album de Tintin en arpitan, dans lequel le capitaine Haddock s'exprime en lyonnais-forézien, plantant de ce fait le château de Moulinsart dans les monts du Lyonnais. Tintin quant à lui parle en arpitan savoyard. "L'Afére Pecârd " (en hommage au professeur vaudois Auguste Piccard) est paru en 2007.

## Avenir/Associations
Aujourd'hui, quelques associations et groupes de personnes essaient de sauver et de preserver leur identité et la langue Forézienne. L'avenir reste tout de même incertain, car l'avenir de la langue repose sur la jeunesse, qui malheureusement aujourd'hui se désintéresse des questions de culture et d'identité régional dans beaucoup de région, y compris le Forezmais certains jeunes essaient tout de même de préserver leur patrimoine.
- 